# Trou Magrite

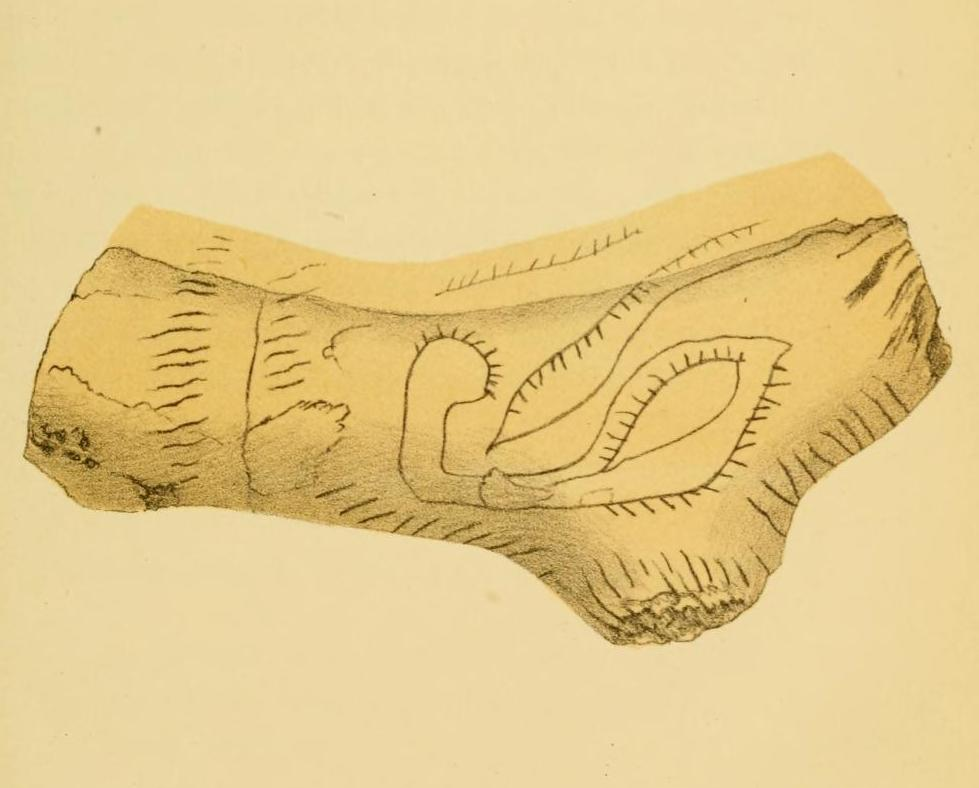
Gravure op rendiergewei

De Trou Magrite is een grot en prehistorische site in Pont-à-Lesse in de Belgische gemeente Dinant. Van het Moustérien tot de IJzertijd was ze bewoond in fasen. Onder de opgegraven artefacten is een antropomorf beeldje in mammoetivoor. Er zijn ook fossielen van twee neanderthalers gevonden.
De rotswand aan de Trou Magrite wordt gebruikt door klimsporters.

## Site
De ligging van de grot was zonder meer strategisch, op een terras 26 meter boven de Lesse nabij de samenvloeiing met de Maas. Ze bestaat uit een ruime zaal van zes meter breed en twaalf meter hoog, met ernaast een "vestibule" van zeven meter. In de 19e eeuw was de Trou Magrite eigendom van de familie de Villers Masbourg, die het pittoreske karakter van de site valoriseerde door rond 1830-1840 een pad te laten aanleggen ernaartoe en door een meter grond te laten afgraven om ze te vergroten. Later werd de familie de Radzitzky d'Ostrowick eigenaar van het terrein.

## Opgravingen
De geoloog-prehistoricus Edouard Dupont bezocht de grot in 1864 in opdracht van de Belgische regering en deed er enkele paleolithische vondsten. Na toestemming van de eigenaar keerde hij in 1867 terug voor de eigenlijke opgraving, die de grot bijna helemaal leegmaakte tot op de rotsbodem. Voor zijn tijd maakte Dupont een moderne stratigrafie, die vanaf het begin van de 20e eeuw hielp bij het bepalen van de industriële sequenties in het West-Europese Laat Pleistoceen. Het materiaal bracht Dupont over naar het Koninklijk Belgisch Instituut voor Natuurwetenschappen, doch zonder het te ordenen volgens de niveaus die hij had onderscheiden. De meer dan 50.000 faunaresten betroffen voornamelijk grote zoogdieren die werden bejaagd, in de eerste plaats paarden, rendieren en wolharige neushoorns. Veel botten vertoonden sporen van menselijk gebruik (beenhouwerij, verbranding, bewerking). De lithische collectie telde meer dan 11.000 items en werd toevertrouwd aan de Universiteit van Luik.
In de 20e eeuw werd de Trou Magrite verschillende keren opnieuw onderzocht. Dat gebeurde zonder veel documentatie, tot in 1991-1992 aan de rand van het terras voor de grot een nieuwe campagne werd uitgevoerd om de stratigrafie te controleren en te verfijnen. Het Moustérien, het Aurignacien en het Gravettien zijn vertegenwoordigd. Op basis van een koolstofdatering omstreeks 41.300 BP is verdedigd dat de moderne mens en de industrie van het Aurignacien zich al vroeg over Noord-Europa verspreidden, maar de chronologie van de site blijft onzeker. Vanaf 2015 werden de door elkaar geraakte collecties van Dupont opnieuw geanalyseerd op zoek naar menselijke resten tussen de fauna. Daarbij vond men de fossielen van twee Neanderthalers: een hoektand van een adolescent en een dijbeenschacht van een babyjongen.

## Figuratieve en geometrische kunst
Enkele bijzondere paleolithische kunstvoorwerpen uit de grot worden bewaard in het Museum voor Natuurwetenschappen van Brussel. De zogenaamde Venus van Trou Magrite is 3,8 cm hoog en gesculpteerd in ivoor. De beeldsnijder gaf het figuurtje een menselijke vorm, zij het niet duidelijk mannelijk of vrouwelijk, en waarschijnlijk ook een fallisch uitzicht. Hoewel een associatie met het Aurignacien is verdedigd door Dewez en Lejeune, neigt men eerder naar een datering in het Gravettien. Een tweede kunstobject is een tekening gekrast in de stang van een rendiergewei. Het decoratieve patroon bestaat uit golvende lijntjes en krasjes. Men heeft er een vulva in gezien, maar ook een oog, een dier of een kaart. Voorts is uit dezelfde laag de helft van een ivoren ring geconserveerd. Uit Trou Magrite zijn in totaal dertien voorwerpen bewaard waarop geometrische patronen zijn aangebracht.

## Voetnoten
1. ↑  41300 ± 1690 BP (CAMS-10352)
2. ↑  Koolstofdateringen 28640 ± 480 en 25080 ± 320 (zie https://www.signbase.org/signs/299/)
3. ↑  https://www.signbase.org/signs/297/